# 좌야초등학교
좌야초등학교는 대한민국 전라남도 순천시에 있는 초등학교다.

## 학교 연혁
- 2015. 02. 17 가칭 남가초등학교 설립 인가
- 2015. 03. 01 좌야초등학교 개교(23학급-630명)
- 2015. 03. 01 초대 이석현 교장 부임
- 2015. 03. 18 1학급 증설(24학급-634명)